# Wii Sports Resort
Wii Sports Resort (яп. Wii スポーツ リゾート Wii Supōtsu Rizōto) — видеоигра, представляющая собой сборник из двенадцати спортивных мини-игр, выпущенная компанией Nintendo для собственной консоли Wii; сиквел Wii Sports. Вместе с игрой поставляется аксессуар Wii MotionPlus. Игра поступила в продажу 25 июня 2009 года в Японии, в июле 2009 года в Австралии, Японии и Северной Америке и 5 августа 2009 года в России.

## Геймплей
Wii Sports Resort включает следующие спортивные игры:
- Фехтование
  - Игра 1 на 1 — Бой с противником.
  - Скоростная разрезка — Нужно разрезать предмет быстрее оппонента.
  - Режим «Столкновение» — Один против всех.
- Гольф
  - 3 лунки
  - 9 лунок
  - 18 лунок
- Вейкбординг
- Боулинг
  - Обычный боулинг
  - 100 кегель — Как обычный боулинг, только в десять раз больше.
  - Контроль закрутки — Сбейте все кегли, закручивая, избегайте преграды
- Фрисби
  - Фрисби с собачкой — Кидайте Фрисби, чтобы её ловила ваша собачка.
  - Фрисби гольф — Докиньте ваше фрисби до цели за меньшее количество бросков.
- Катание на водном мотоцикле
- Стрельба из лука
- Гребля на каноэ
- Баскетбол
  - Трёхочковая игра — За время забейте 25 мячей из трёхочковой зоны.
  - Обычный баскетбол — Игра 3 на 3.
- Катание на велосипеде
  - Обычная гонка.
  - Трёхдневная гонка.
  - Шестидневная гонка.
- Настольный теннис
  - Игра 1 на 1 — Против оппонента.
  - Игра на отбивание — Противник подаёт мячи до тех пор, пока вы не промажете.
- Авиаспорт
  - Прыжки с парашютом
  - Полёт на самолёте — 1 игрок
  - Борьба в воздухе — 1 на 1

## Критика
| Сводный рейтинг | Сводный рейтинг |
| Агрегатор       | Оценка          |
| --------------- | --------------- |
| GameRankings    | 82,65 %         |

Wii Sports Resort получила премию BAFTA в области игр 2010 года в номинации «Family And Social».